# Lochovice
Lochovice – gmina w Czechach, w powiecie Beroun, w kraju środkowoczeskim. Według danych z dnia 1 stycznia 2013 liczyła 1 144 mieszkańców.
W miejscowości jest stacja kolejowa Lochovice.